# Syrbula admirabilis
Syrbula admirabilis är en insektsart som först beskrevs av Philip Reese Uhler 1864.  Syrbula admirabilis ingår i släktet Syrbula och familjen gräshoppor. Inga underarter finns listade i Catalogue of Life.